# Góra Świętej Anny (Nowa Ruda)

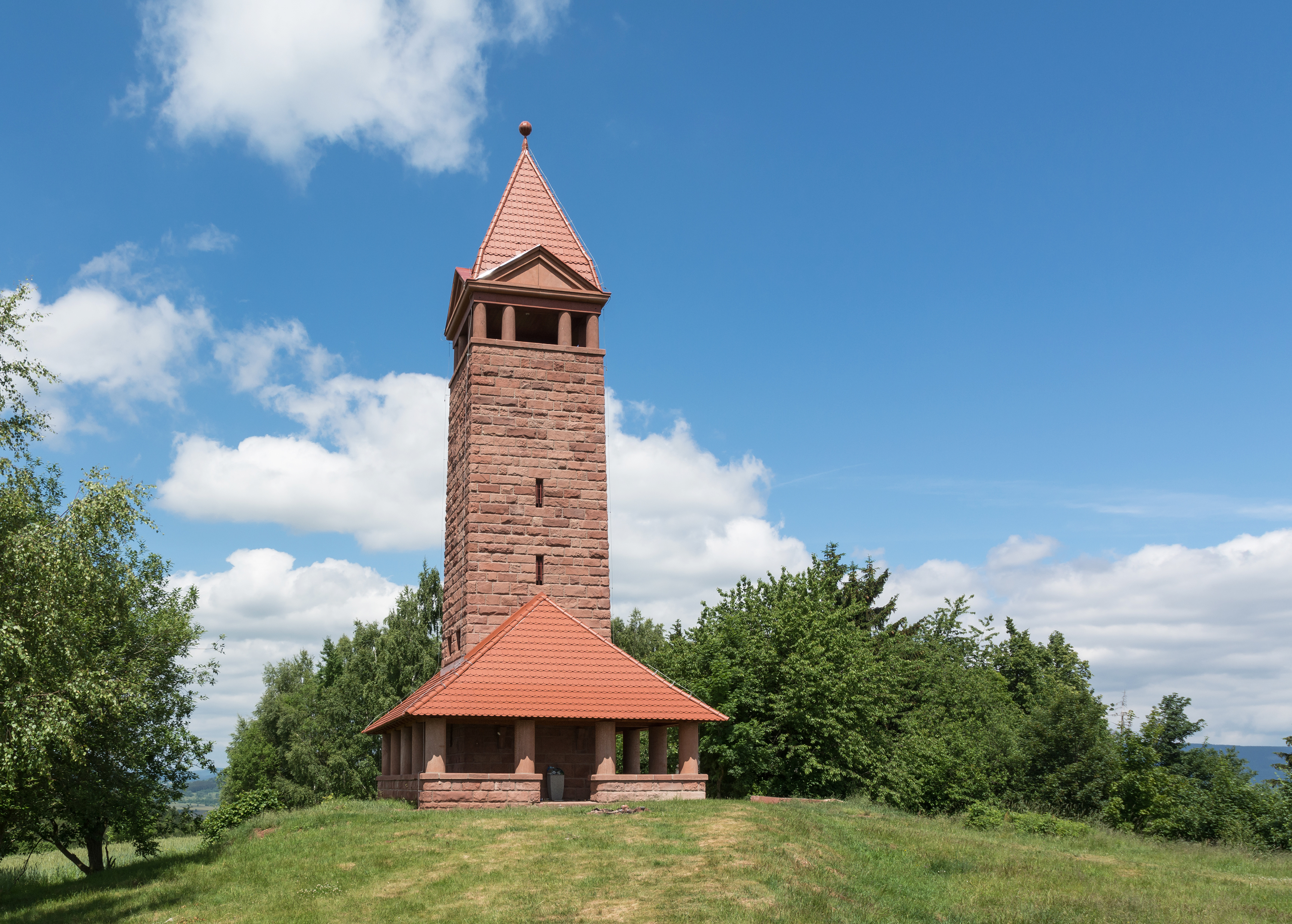
Wieża widokowa na Górze Świętej Anny

Góra Świętej Anny (niem. Annaberg) – część miasta Nowa Ruda w Polsce położona w województwie dolnośląskim, w powiecie kłodzkim.

## Położenie
Góra Świętej Anny położona jest w Sudetach Środkowych, w paśmie Wzgórz Włodzickich, na stokach Góry Świętej Anny, na wysokości do 647 m n.p.m.

## Podział administracyjny
W latach 1975–1998 miejscowość administracyjnie należała do województwa wałbrzyskiego.

## Historia
W XV wieku poniżej szczytu wzniesiono drewnianą kaplicę św. Anny, od której wzięła nazwę góra i małe osiedle, jakie przy niej powstało. W 1664 roku zbudowano nową kaplicę, tym razem murowaną, przy której w roku 1655 powstała pustelnia. W niej przez wiele lat mieszkali pustelnicy. W 1825 roku w osadzie było 20 domów, a w roku 1840 ich liczba wzrosła do 24. Stan taki utrzymywał się przez wiele lat. W związku z nasileniem ruchu turystycznego i pielgrzymkowego w 1903 roku w sąsiedztwie kaplicy wzniesiono duże schronisko turystyczne „Annabaude”. W roku 1911 zbudowano na szczycie góry wieże widokową.

## Zabytki
Do wojewódzkiego rejestru zabytków wpisane są obiekty:
- kościół św. Anny z XVIII wieku,
- wieża widokowa z lat 1906–1907.

Inne zabytki:
- budynek schroniska turystycznego pochodzący z 1903 roku[1].

## Szlaki turystyczne
Przez Górę Świętej Anny prowadzą dwa znakowane szlaki turystyczne:
- z Nowej Rudy na Górę Wszystkich Świętych,
- z Sarn do Nowej Rudy.